# Realme 9 Pro 5G
Il Realme 9 Pro 5G è uno smartphone prodotto da Realme, facente parte della serie 9.

## Caratteristiche tecniche

### Caratteristiche generali (hardware, software, funzioni aggiuntive)
Il Realme 9 Pro 5G è equipaggiato con Qualcomm® Snapdragon™ 695, con una notevole velocità che permette un ottimo funzionamento anche delle applicazioni più pesanti. Inoltre, risulta efficiente anche in termini di consumo energetico grazie alla tecnologia di processo da 6 nm.
Grazie alla tecnologia di Espansione Dinamica della RAM, Realme 9 Pro 5G è in grado di espandere la RAM in maniera dinamica fino a 13 GB. Ciò consente di passare da un’app all’altra in una piccolissima frazione di tempo.
Il Realme 9 Pro 5G consente di utilizzare due schede SIM 5G contemporaneamente. Grazie alla connettività 5G si possono scaricare file pesanti ad alta velocità.
Il display dello smartphone vanta inoltre una frequenza di aggiornamento a 120 Hz e una frequenza di campionamento del tocco a 240 Hz che garantiscono operazioni di scorrimento e sfioramento più fluide possibili. Con 6 diverse frequenze di aggiornamento, il dispositivo è anche in grado di risparmiare la carica della batteria.
La ricarica del Realme 9 Pro 5G è la rapida Dart da 33 W per ricaricare la batteria da 5.000 mAh.
Lo smartphone ha uno spessore pari a 8,5 mm e ha una massa di 195 g.
Il Realme 9 Pro 5G è dotato di un nuovissimo Design fotosensibile che cambia colore da azzurro a rosso quando viene esposto alla luce solare, soltanto nella versione Sunrise Blue alla temperatura ambiente di 25 °C.
È presente sul dispositivo un sensore di impronte digitali laterale e l'NFC multifunzione; la versione Android base è la 12 con Realme ui 3.0 e infine è presente un Jack per cuffie certificato
Hi-res da 3,5 mm.

### Fotocamera
Il Realme 9 Pro 5G è dotato di una fotocamera da 64 MP ad alta risoluzione in grado di scattare foto ultra nitide persino in condizioni di illuminazione difficili. L’inquadratura si può allargare con una fotocamera ultra-grandangolare da 8 MP e ottenere inoltre primi piani di ottima qualità con la macro fotocamera da 4 cm.
Con il dispositivo si possono girare video in condizioni di scarsa illuminazione che risulteranno però verosimili e ricchi di particolari. Tutto avviene in automatico grazie all’algoritmo di ottimizzazione notturna AI.
Il dispositivo estende di gran lunga il tempo di esposizione, una capacità in genere offerta da una fotocamera SLR. Basta toccare e tenere premuto per far sì.
Infine il Realme 9 Pro 5G è dotato di un sistema di messa a fuoco automatico, con un semplice sfioramento o tocco.

### Software
Il sistema operativo di default è Android 12, comprendente l'interfaccia utente Realme 3.0.

## Colorazioni
Il Realme 9 Pro 5G è disponibile in tre colorazioni, indicate di seguito.
| Color | Name           |
| ----- | -------------- |
|       | Sunrise Blue   |
|       | Aurora Green   |
|       | Midnight Black |